# Красноріченська (зупинний пункт, Південна залізниця)
Краснорі́ченська — пасажирський залізничний зупинний пункт Куп'янської дирекції Південної залізниці на лінії Куп'янськ-Вузловий — Сватове між станціями Сватове (4 км) та Куземівка (17 км). Розташований на півночі міста Сватового, поблизу селища Сосновий Сватівського району Луганської області.

## Історія
Зупинний пункт Красноріченська відкритий у 1951 році.

## Пасажирське сполучення
Не зважаючи на військову агресію Росії на сході Україні, транспортне сполучення не припинялося, щодоби курсували дві пари приміських поїздів за маршрутом Сватове — Куп'янськ-Вузловий. З початку широкомасштабного російського вторгнення в Україну та бойові дії пасажирське сполучення тимчасово припинено.